# Paramesodes lagunae
Paramesodes lagunae är en insektsart som beskrevs av Wilson 1983. Paramesodes lagunae ingår i släktet Paramesodes och familjen dvärgstritar. Inga underarter finns listade i Catalogue of Life.